# لشکر ۴ زرهی (ایالات متحده آمریکا)
لشکر ۴ زرهی ایالات متحده آمریکا (انگلیسی: 4th Armored Division) لشکر زرهی نیروی زمینی ایالات متحده آمریکا بود، که در سال ۱۹۴۱ تأسیس شد و در سال ۱۹۷۲ منحل گردید.
لشکر چهارم زرهی، لشکری زرهی از ارتش ایالات متحده بود که در زمان رهبری ارتش سوم ژنرال پتن در جبهه اروپایی جنگ جهانی دوم، افتخاراتی کسب کرد.
لشکر ۴ زرهی، برخلاف اکثر لشکرهای زرهی دیگر ایالات متحده در طول جنگ جهانی دوم، رسماً لقبی برای لشکر در طول جنگ انتخاب نکرد. با این حال، لقب غیررسمی آنها "نام کافی است" پس از جنگ مورد استفاده قرار گرفت؛ فرمانده لشکر گفته بود: "لشکر چهارم زرهی نام کافی است"؛ "آنها فقط با اعمالشان شناخته خواهند شد." لشکر ۴ زرهی در سال ۱۹۵۴ لشکر "پیشرفت" نامگذاری شد، اما استفاده از این نام نیز در نهایت متوقف شد.